# 自警 (新渡戸稲造)
『自警』（じけい）は、1916年（大正5年）に刊行された新渡戸稲造による修養書。1929年（昭和4年）発行の縮刷版では『自警録』と改題されたほか、現代風に改稿したものもさまざまな書名で出版されている。
題名のとおり自らを警めるという形式で、主に勤労青少年を励ますために書かれたもので、『修養』『世渡りの道』『一日一善』と合わせて新渡戸の四大名著と呼ばれる。

## 出版まで
1906年（明治39年）、新渡戸は第一高等学校の校長に迎えられた。新渡戸は校務よりも学生の道徳観涵養を重視し、その講義は熱心な学生が席を争うほどの人気を集めた。校長就任3年目、実業之日本社から新渡戸を編集顧問に迎えたいと声がかかった。学外の若者にも道徳教育を行わなければならないと考えていた新渡戸にとっては、願ってもない申し出であった。新渡戸は『実業之日本』誌の1909年（明治42年）新年号に顧問として登場、以降、主に修養に関する記事を書くようになった。一高の校長が『実業之日本』のような大衆誌で執筆することには批判もあったが、記事の反響は大きく、同誌の売り上げは急上昇した。
明治末から大正にかけて修養書のブームが起きており、新渡戸も『実業之日本』や同社の婦人誌に掲載した文章をまとめた修養書を何冊も出版した。1911年（明治44年）9月には『修養』を出版、その月のうちに6版まで版を重ねる人気となった。1912年（大正元年）10月に出版した『世渡りの道』も好調な売れ行きであった。新渡戸は同年12月に実業之日本社の顧問を辞任し、翌年には一高校長も辞任したが、『実業之日本』誌への投稿は続けた。1916年（大正5年）10月に『修養』『世渡りの道』の続編として出版されたのが『自警』である。

## 内容
『自警』の序文において新渡戸は、道徳を高尚で通常人の及ぶところではないと考えたり、難解な漢語で説明し学のない人を遠ざけたりする傾向を批判し、日常生活における言行に自然に現れるほど意識に浸透させてこそ効用が得られると述べている。そうした平常心を身に付けることで、非常の事態にも対応できるのだという。
本文は27章からなり、「外は柔、内は剛」「心強くなる工夫」「怖気の矯正」など、平凡な人生訓と思える表題が並ぶ。第一章から「男一匹」という、教養人が書いたとも思われない表題が付けられている。しかしこの章の趣旨は、紳士への道を歩め、ということであり、当時は馴染みのなかった「紳士」の概念を、より通俗的な表題のもとに説明しているものである。本文も平易な言葉で書かれている。これは、高等教育を受けていない青少年を読者に想定しているためである。
例話が多用されていることも特徴である。新渡戸がこの時期に発表した修養論に共通した特徴であるが、新渡戸自身の体験談が用いられていることも多い。『自警』では、友人との論戦に負け暴力を振るったこと、しばしば揶揄の対象となってきた自分の醜い顔をどう克服したか、アメリカで最初に英語でスピーチをしたときの体験談などが使われている。
なかでもアメリカでの経験を回想した章は、社会階層を駆け上がるだけの立身出世に新渡戸が否定的であったことを示している。当時、日本の実業家は事業目的を社会や国家に関連付けることが多かったのに対し、新渡戸がアメリカで知り合った実業家はそんな発言をしなかったのだという。この事例をもとに新渡戸は、国家の利益は出世の階段を上っていく個人ではなく、各階層で幸福を図る個人によって実現されると主張する。これは明治維新後に新たに形成された身分秩序を固定的にとらえた見方であり、立身出世を目指す技術論全盛の大正期にあって、類書とは異なる立場であった。
時代が変わり、1980年代に書かれた書評においても、立身出世以外に成功はない、とする処世談義が書評当時は主流であったことから、新渡戸の人生観はかえって新鮮、と評されている。
1. 男一匹
2. 一人前の人と一人前の仕事
3. 強き人
4. 外は柔、内は剛
5. 心強くなる工夫
6. 怖気の矯正
7. 譏謗に対する態度
8. 世に蔓こる者は憎まる
9. 心の独立と体の独立
10. 人生の成敗
11. 人生の決勝点
12. 人生表裏の判断
13. 広く世を渡る心懸け
14. 報酬以上の務め
15. 逆上を警む
16. 富貴の精神化
17. 実業を精神化せよ
18. 知らぬ恩人に対する感謝
19. 言葉の心
20. 忠告の取捨
21. 潔き感情と正しき思想
22. 感情より出た職業選択
23. 若返りの工夫
24. 全力と余裕
25. 理想と実現
26. 理想の実現は何処
27. 夢の実用

### 他著作との関係
『修養』と『自警』の関係は、続編とするもののほか、前者に対する補充であるとも、総論・各論の関係であるとも解されている。しかし、数年を隔てて出版された両書には、相違点もある。
相違点の一つとして、『武士道』との対応の有無が挙げられる。新渡戸が日本思想を海外に紹介する目的で1900年（明治33年）に出版した『武士道』において、新渡戸は日本事情を紹介しつつも、その道徳的な是非については論じていない。これに対し『修養』では『武士度』と対応する章を設けて道徳問題を論じている。一方『自警』にはこのような章は見られない。『修養』で武士道を時代に適合させることを試みていた新渡戸は、『自警』では問題を棚上げにして、より身近な実践書を目指しているとも解せる。
東洋・西洋の思想家の発言が頻繁に引用されているのは新渡戸の修養書に共通する特徴であるが、引用元にも変化が見られる。『修養』では東洋の文献から90件、西洋から32件の引用があり、東洋文献で多用されているのは『菜根譚』（18件）や『言志四録』（13件）であった。『自警』では東洋68件、西洋24件の引用が行われている。東洋文献としては『菜根譚』（6件）や『言志四録』（7件）も使われているものの、『格言聯璧』が13件と最も多い。『格言聯璧』は清代、道光帝の時代に金蘭生が名言を集めて著した格言書であり。『自警』には儒家思想への接近が見られる。

## 出版
『修養』ほどではないものの『自警』も売れ、1929年（昭和4年）5月発行の第15版からは『自警録』と改題されて縮刷版となっている。その後は『自警』を含め、『武士道』以外の新渡戸の著書は入手が困難となった時期もあったが、五千円紙幣に新渡戸稲造の肖像画が使われることが1981年に発表された後、『自警録』も講談社学術文庫に収められた。1993年に細川護熙が国連総会での演説で新渡戸の『武士道』を引用すると、『自警』も含め、新渡戸の修養書を原書とする書籍が再刊された。
- 新渡戸稲造『自警』実業之日本社、1916年。
- 新渡戸稲造『自警録』（15版）実業之日本社、1929年。
1916年に『自警』を改題、縮刷版として出されたもの[16]。
- 新渡戸稲造 著、矢内原忠雄 編『新渡戸博士文集』故新渡戸博士記念事業実行委員、1936年。
新渡戸の著作を選んで集め、その思想を概観できるようにしたもの[52]。『自警』からも収録されている[53]。
- 矢内原忠雄 編『新渡戸博士読本』実業之日本社、1937年。
『新渡戸博士文集』から欧文著作を省いたもの[52]。
- 石井満 編『新渡戸稲造随筆集』角川書店〈角川文庫〉、1951年。
戦後に出版された著作集[52]。『自警』からも収録されている[54]
- 新渡戸稲造 著、新渡戸稲造全集編集委員会 編『新渡戸稲造全集』 7巻、教文館、1970年。
『自警録』第15版を底本として『自警』の題名で収録[15][55]。このほか『修養』「余は何故実業之日本社の編輯顧問となりたるか」を収録[15]。
- 新渡戸稲造『自警録 心のもちかた』講談社〈講談社学術文庫〉、1982年。ISBN 4-06-158567-3。
- 新渡戸稲造『どうしたらもっと生きがいのある人生を生きられるか 新渡戸稲造の名著『自警』を読む』竹内均（解説）、三笠書房、1989年。ISBN 4-8379-1389-X。
- 新渡戸稲造『自分のための生きがい 現代語で読む最高の名著『自警』』竹内均（解説）、三笠書房、1993年。ISBN 4-8379-1529-9。
- 新渡戸稲造『自分のための生きがい 現代語で読む最高の名著『自警』』竹内均（解説）、三笠書房〈知的生きかた文庫〉、1993年。ISBN 4-8379-0620-6。
『どうしたらもっと生きがいのある人生を生きられるか』の改題[56][57]。
- 新渡戸稲造『365日、自分を成長させる生き方』竹内均（解説）、三笠書房、1997年。ISBN 4-8379-1694-5。
『自分のための生きがい』の改訂版[58][59]。
- 新渡戸稲造『[新訳] 自警 自分の理想に近づくために知っておいてほしいこと』渡邊毅（編訳）、PHP研究所、2008年。ISBN 978-4-569-70118-9。
『自警録』（1929年）を底本として『自警』の題名で出版[60]。新渡戸が平易なものとして書いた文章も、時代を経た現代の若者には読みづらくなっているとして、現代口語に抄訳の上で新書版に収めたもの[61]。
- 新渡戸稲造 著、実業之日本社 編『逆境を越えてゆく者へ 爪先立ちで明日を考える』実業之日本社、2011年。ISBN 978-4-408-10896-4。
東日本大震災の被災者に向けて、新渡戸の『修養』『自警』から精選した文章をまとめたもの。新渡戸が初代学長を務めた東京女子大学の第14代学長であった眞田雅子が序文を書き[62]、『自警』からは第5章「心強くなる工夫」が「臆病を克服する工夫」の題で[63]、第11章「人生の決勝点」が同題で[64]収録されている。
- 新渡戸稲造 著、実業之日本社 編『逆境を越えてゆく者へ 爪先立ちで明日を考える』実業之日本社〈じっぴコンパクト文庫〉、2016年。ISBN 978-4-408-45664-5。